# Ancienne mairie de Pieksämäki
L'Ancienne mairie de Pieksämäki (finnois : Pieksämäen vanha kaupungintalo) est un bâtiment historique situé à Pieksämäki en Finlande.

## Description
L'édifice conçu par Valter Thomé et Ivar Thomé est construit en 1918.
En 1973, la mairie s'installe dans la nouvelle mairie conçue par Arto Sipinen et Mane Hertzer.
Le bâtiment est transformé en restaurant en 2012.